# The Westin Portland Harborview
The Westin Portland Harborview es un hotel histórico en Portland, Maine, Estados Unidos.

## Historia
Fue desarrollado por la familia Rines, empresarios de Portland que eran dueños de Rines Brothers, una importante tienda por departamentos local. Fue diseñado por el arquitecto de Portland Herbert W. Rhodes y se inauguró en 1927 como The Eastland, el hotel más grande de Nueva Inglaterra. El aviador Charles Lindbergh se hospedó en The Eastland después de regresar de su histórico vuelo en solitario sin escalas a través del Océano Atlántico . En 1946 llamó la atención cuando se negó a permitir que la ex primera dama Eleanor Roosevelt se quedara con su perro, Fala, a pasar la noche. En cambio, se quedó en Royal River Cabins en Yarmouth.
En 1961, la familia Dunfey compró The Eastland. En 1965, lo convirtieron en una operación de franquicia de Sheraton Hotels, y pasó a llamarse Sheraton-Eastland Motor Hotel . El hotel dejó el Sheraton en 1974 y se convirtió en el Eastland Motor Hotel . Fue vendido en 1980 y en 1983 pasó a llamarse Sonesta Portland Hotel. Dejó Sonesta en enero de 1995 y pasó a llamarse brevemente Eastland Plaza Hotel, solo para convertirse en Radisson Eastland Hotel Portland seis meses después, en julio de 1995. Después de una ventaen 1997 dejó Radisson en diciembre de 1999 en medio de disputas legales y pasó a llamarse Eastland Hotel. Después de una venta por ejecución hipotecaria en 2000, su nombre se modificó ligeramente a Eastland Park Hotel. Mantuvo ese nombre a través de una renovación de 2004 hasta que cerró en 2011. Fue completamente  reconstruido como un moderno hotel de negocios y reabierto como The Westin Portland Harborview el 12 de diciembre de 2013.

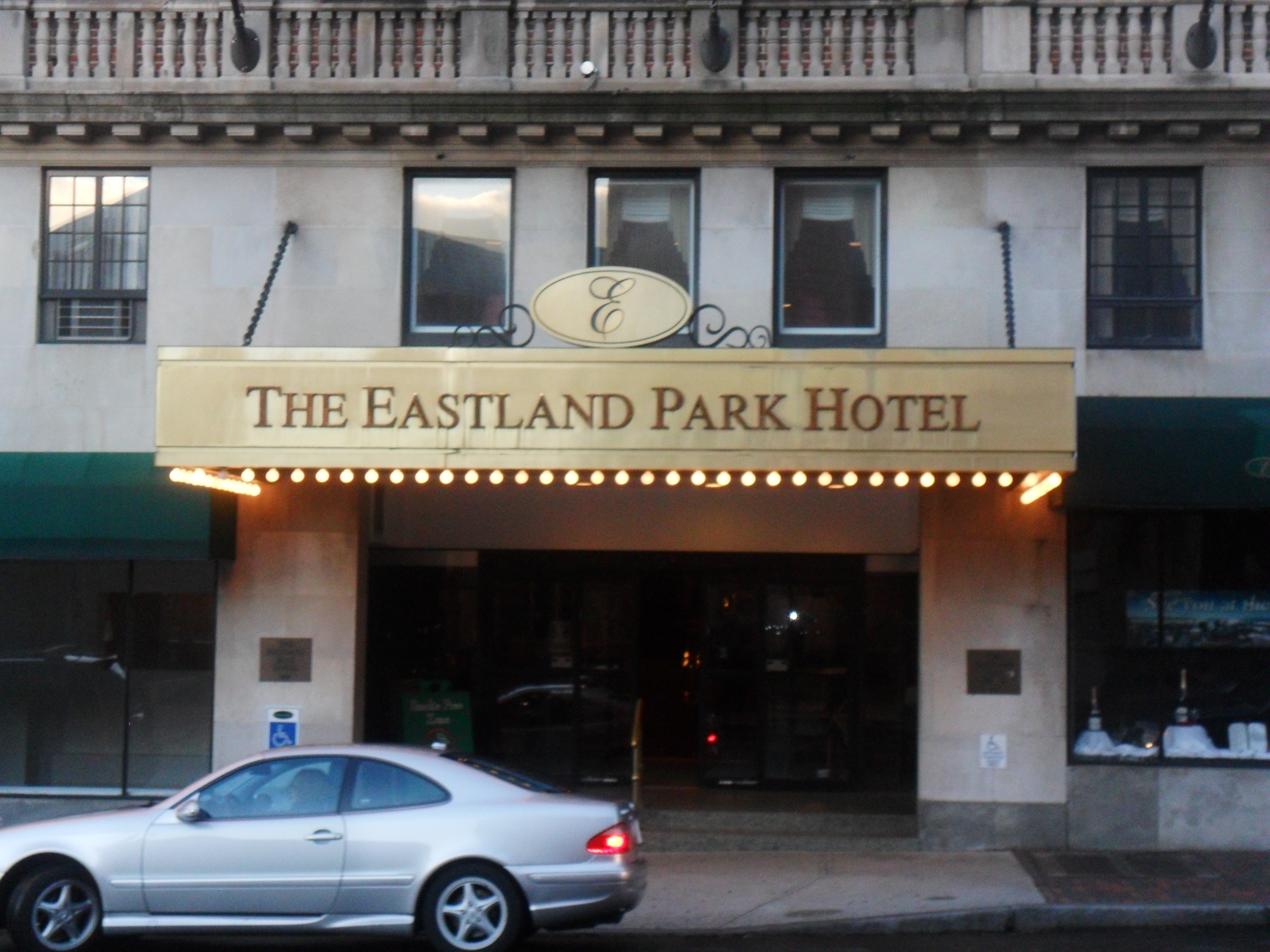
La entrada del hotel cuando operaba como Eastland Park Hotel, en noviembre de 2010